# Bela garda (Rusija)
Béla gárda (tudi béla armáda, rusko Бе́лое движе́ние/Бе́лая а́рмия) je bila procarska vojska v času ruske državljanske vojne po oktobrski revoluciji leta 1917. Državljanska vojna se je začela leta 1918 po sklenitvi separatnega miru in se nadaljevala vse do leta 1922.
Boji med Rdečo armado, nastale iz Rdeče garde in protirevolucionarnimi (samopoimenovanimi) "belimi" silami so potekali na treh glavnih frontah:  
južni, vzhodni (sibirski) in severni. 
Na južni fronti, kjer je bil poveljnik general Denikin, podrejena poveljnika pa generala Kornilov in Aleksejev, so se množični boji končali s pomorsko evakuacijo preostalih belogvardejcev s Krima proti Carigradu leta 1920. 
Na vzhodni fronti, kjer je belo armado vodil general Kolčak, so se boji vlekli vse do leta 1922, v manjšem obsegu pa še tudi v letu 1923. Izdatno pomoč ruski beli gardi je v Sibiriji nudila Češka legija, ki se je končno evakuirala iz Vladivostoka v ZDA.
Severna fronta je bila manj organizirana in je kmalu razpadla.

#### Kasnejša raba izraza
Bela garda je bilo v ruski državljanski vojni ime oz. samopoimenovanje za protirevolucionarne oborožene sile, kasneje pa so ga komunisti oziroma Osvobodilna fronta Slovenskega naroda prevzela za splošno oznako svojih nasprotnikov - kolaboracionistov in protirevolucionarjev med 2. svetovno vojno na območju Slovenije (v internih dokumentih/dopisih se je uporabljala tudi krajšava/akronim: "be-ga"), v uradnem (režimskem) zgodovinopisju se je kot zaničljiv izraz ohranil celotno obdobje socializma oz. vladavine Komunistične partije, nekateri pa ga uporabljajo še danes z namenom diskvalifikacije političnih nasprotnikov na zgodovinski osnovi.  